# دان بيترونجيفيك
دان بيترونجيفيك هو ممثل كندي، ولد في 28 مارس 1981 في كندا.

## أعمال

### أفلام
- (2001) عيون الملاك
- (2004) الأمير وأنا[4]
- (2006)  الميل العاري
- (2007) منزل بيتا
- (2016) الفرقة الانتحارية[5][6]

## وصلات خارجية
- دان بيترونجيفيك على موقع IMDb (الإنجليزية)
- دان بيترونجيفيك على موقع ألو سيني (الفرنسية)
- دان بيترونجيفيك على موقع أول موفي (الإنجليزية)
- دان بيترونجيفيك على موقع قاعدة بيانات الفيلم (الإنجليزية)
- دان بيترونجيفيك على موقع كينوبويسك (الروسية)
- دان بيترونجيفيك على موقع ANN person (الإنجليزية)